# Xu Yigua
Xu Yigua (xinès simplificat: 须 一 瓜) (Nascuda als anys 60). Resident a Xiamen. Periodista especialitzada en temes judicials i escriptora xinesa.

## Biografia
Xu Yigua es el pseudònim que com escriptora utilitza la periodista Xu Ping especialitzada en temes judicials. Va néixer en la dècada dels anys 60 en plena Revolució Cultural i actualment resideix a Xiamen a la província de Fujian (Xina). Va treballar en mitjans de comunicació i publicitat fins que va començar la seva activitat com a periodista al diari "Evening News" de Xiamen (厦门 晚报) especialitzada en temes judicials. El coneixement d'aquest univers sempre ha estat present en les seves obres.

### Carrera literària
Durant els anys 90 va començar a escriure contes molt curts durant el seu tremps lliure, amb el nom de Xu Yigua, però no va tornar a fer-ho fins a principis del 2000.
El 2002, va publicar contes a les principals revistes literàries xineses com, Shouhuo (收获), Octubre (十月), Literatura popular (人民 文学) i Literatura de Xangai (上海《学学学).
El 2003, va guanyar el Premi de Mitjans de Literatura en Llengua Xinesa (华语 文学 传媒 奖) i a partir del 2004 va començar a publicar de forma regular reculls de contes com "Una lluna verd pàl·lid" (淡绿色 的 月亮) que és una col·lecció de vuit contes en què, amb les seves pròpies paraules,"intentava expressar la problemàtica i les veus silencioses" de la gent senzilla.
L'abril de 2010 que va publicar "Taques solars" (太阳黑子), la seva primera novel·la, que el 2015 va ser adaptada al cinema pel director Cao Baoping, amb el títol "The Dead End" que va ser un èxit comercial i de crítica. Premiada com a millor pel·lícula al 11th Chinese American Film Festival i al 33th Hundred Flowers Awards com millor pel·lícula i millor guió.
El juny de 2011, va publicar una segona novel·la: "Dear Good" (保姆 大人). que alguns crítics han comparat amb l'obra de Jean Genet. A principis del 2016 va aparèixer una nova novel·la, “Els altres” (别人), el protagonista de la qual és un periodista una mica bohemi que informa sobre la seguretat alimentària.
El 2018, el director Jie Zhou va dirigir la pel·lícula Blue Amber,a partir d'un relat de Xu, presentada a la secció "Wawes" del 36è Festival de Cinema de Torí
Més d'una quarantena de les seves històries i novel·les han aparegut a Harvest and People's Literature, i les seves obres s'han publicat a Selected Stories, Fiction Monthly, Xinhua Digest i a Novel Monthly. Una part important de les seves obres han estat àmpliament traduïdes.

## Obres destacades
- 2003: 雨把烟打湿了 - Yu ba yan da shile - (The Rain Dampens the Smoke)
- 2003: 怎么种好香蕉 - Zenme Zhong Hao Xiangjiao - (How to Grow Bananas)
- 2004: 穿过欲望的洒水车 - Chuanguo yuwang de sashui che - (The Sprinkler)
- 2009: 黑领椋鸟 - Hei ling liangniao - (The Black-Collared Starling)
- 2013: 白 口罩 (Màscares blanques)
- 2016: 灰 鲸 (Els vells amics)
- 2017: 灰 鲸 (La balena gris)